# Penanbaardbuulbuul
De penanbaardbuulbuul (Alophoixus ruficrissus) is een zangvogel uit de familie Pycnonotidae (buulbuuls).  De soort werd lang als ondersoort beschouwd van de rosse baardbuulbuul.

## Verspreiding en leefgebied
De vogel komt voor op Borneo in groenblijvende regenwoud in bergland boven 1500 meter boven zeeniveau. Er zijn drie ondersoorten:
- A. r. fowleri (Amadon & Harrisson, 1957): Westelijk en centraal Borneo.
- A. r. meratusensis Shakya et al., 2020: Zuidoostelijk Borneo.
- A. r. ruficrissus (Sharpe, 1879): Sabah (noordoostelijk Borneo).

## Status
De grootte van de populatie is niet gekwantificeerd maar de soort wordt omschreven als algemeen. Op de Rode lijst van de IUCN heeft deze soort de status niet bedreigd.